# جيم ديني (متزلج قفز)
جيم ديني (بالإنجليزية: Jim Denney)‏ هو متزلج قفز أمريكي، ولد في 10 يونيو 1957 في دولوث في الولايات المتحدة.

## وصلات خارجية
- جيم ديني (متزلج قفز) على موقع الاتحاد الدولي للتزلج (القفز التزلجي) (الإنجليزية)
- جيم ديني (متزلج قفز) على موقع أوليمبيديا (الإنجليزية)